# راب شریدن
راب شریدن (انگلیسی: Rob Sheridan؛ زادهٔ ۱۱ اکتبر ۱۹۷۹) یک عکاس اهل ایالات متحده آمریکا است.